# Бабьева, Инна Павловна
Инна Павловна Бабьева (6 мая 1927 — 18 июня 2018) — советский и российский учёный в области почвенных дрожжей, кандидат биологических наук, лауреат Ломоносовской премии.

## Биография
Родилась в с. Романовка Саратовской области в семье выпускников Саратовского СХИ: отец — Павел Георгиевич Попов (1900—1983), почвовед, мать — Екатерина Ивановна Попова (урожденная Репьева, 1900—1976), физиолог растений.
Окончила биолого-почвенный факультет МГУ им. М. В. Ломоносова (1950), дипломница кафедры микробиологии, и аспирантуру (1953). Под руководством академика В. Н. Шапошникова подготовила и защитила диссертацию «Особенности морфологии и обмена веществ сульфатредуцирующих бактерий».
Работала на кафедре биологии почв МГУ с года её основания: ассистент (1953—1961), доцент (с 1961).

## Научная деятельность
Создала единственную в СССР лабораторию биологии дрожжей, где проводились эколого-таксономические исследования природных комплексов дрожжевых грибов.
С 1970 г. читала курс биологии почв на факультете почвоведения. По этому курсу написала учебник «Биология почв» (1983, в соавт. с Г. М. Зеновой), за второе издание которого (1989) была присуждена Ломоносовская премия.
Создала спецкурс по биологии дрожжей для студентов, специализирующихся по почвенной микробиологии. Автор монографии «Биология дрожжей» (1991, 2004, в соавт. с И. Ю. Черновым).
Подготовила более 20 кандидатов наук.